# Lustrum (Zeitschrift)
Lustrum (Untertitel: Internationale Forschungsberichte aus dem Bereich des klassischen Altertums) ist eine jährlich erscheinende Publikationsreihe, die sich den klassischen Altertumswissenschaften widmet. Sie erscheint beim Göttinger Verlag Vandenhoeck & Ruprecht.

## Geschichte und Profil
Die Reihe wurde 1958 gegründet. Sie steht in der Tradition der von Conrad Bursian begründeten Reihe Jahresberichte über die Fortschritte der classischen Altertumswissenschaft. In der Reihe werden kritisch wertende Literaturberichte über internationale Forschungsergebnisse und Entwicklungstendenzen auf wichtigen Gebieten der klassischen Altertumswissenschaften publiziert. Als Sprachen sind Deutsch, Englisch, Französisch, Italienisch und Latein zulässig.
Die Herausgeber der Reihe sind Marcus Deufert und Michael Weißenberger. Frühere Herausgeber der Reihe waren Hans Gärtner und Hubert Petersmann. Zu den Autoren einzelner Lustrum-Hefte zählen Gesine Manuwald, Carlos Steel, Sven Lorenz, Walter Kißel, Martin Hose, Luigi Leurini, Wolfgang Luppe, Ian Storey und Giulio Vannini. Bisher sind über 60 Bände der Reihe erschienen.